# Mindre frågeteckenbock
Mindre frågeteckenbock (Evodinus borealis) är en skalbaggsart som först beskrevs av Leonard Gyllenhaal 1827.  Mindre frågeteckenbock ingår i släktet Evodinus och familjen långhorningar.
Artens utbredningsområde är norra Europa och Asien, från Norge i väster till Japan i öster. Enligt den svenska rödlistan är arten nära hotad i Sverige. Arten förekommer i Svealand, Nedre Norrland och Övre Norrland. Artens livsmiljö är skogslandskap. Inga underarter finns listade i Catalogue of Life.

## Bildgalleri

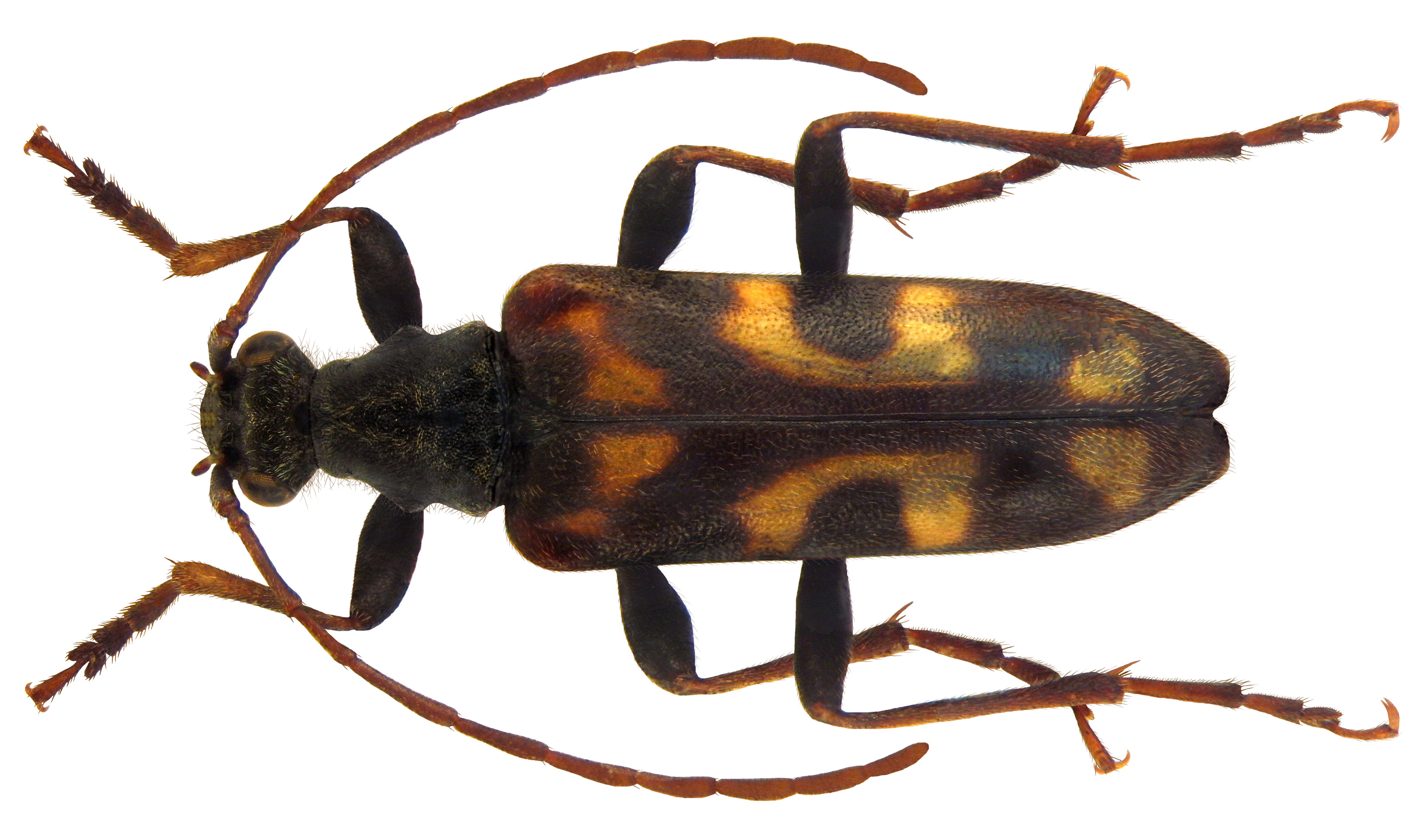